# San Cataldo (Szicília)
San Cataldo település Olaszországban, Szicília régióban, Caltanissetta megyében. Lakosainak száma 20 939 fő (2023. január 1.). San Cataldo Caltanissetta, Mussomeli és Serradifalco községekkel határos.

## Népesség
A település lakossága az elmúlt években az alábbi módon változott:
| Lakosok száma | 22 865 | 22 557 | 20 939 |
|               | 2017   | 2018   | 2023   |